# ナース (ウルトラ怪獣)
ナースは、特撮テレビドラマ『ウルトラセブン』をはじめとする「ウルトラシリーズ」に登場する架空の怪獣。別名は宇宙竜（）。

## 『ウルトラセブン』に登場するナース
『ウルトラセブン』第11話「魔の山へ飛べ」に登場。
ワイルド星人が製造した金色の竜型ロボット怪獣で、尻尾を支点ににとぐろを巻くことで円盤形態に変形する。円盤形態ではワイルド星人の搭乗機となり、底部から光弾を発射して攻撃する。甲高い声で鳴く。
嵐の稲妻に紛れて地球防衛軍のレーダーを掻い潜って地球へ侵入し、群馬県岩見山中の地下に潜伏する。ウルトラ警備隊によって山を追われたワイルド星人の断末魔の叫びによって山頂から噴火とともに出現し、ウルトラホーク1号と交戦する。尻尾にダメージを受けて墜落するが、すぐさま円盤形態に変形してウルトラ警備隊をエネルギー弾で追い詰める。セブンとの戦いでは円盤形態で高速旋回して幻影のようなものを作り出し、自分の姿を追うセブンの目を回したところに巻きついて締め上げ、ダウン寸前まで追い詰めるが、パワーでは敵わず正気を取り戻したセブンにボディをウルトラパワーで引き千切られて破壊される。
- 造形物は操演によるもので、怪獣形態は高山良策により大小2種類が造られた[9][14]。

## 『大怪獣バトル ウルトラ銀河伝説 THE MOVIE』に登場するナース
映画『大怪獣バトル ウルトラ銀河伝説 THE MOVIE』に登場。
かつてワイルド星人に操られてウルトラセブンと戦ったナースの別個体。ウルトラマンベリアル配下のゼットン星人に率いられて宇宙空間に出現し、円盤形態でZAPのスペースペンドラゴンを襲撃する。ペンドラゴンに巻きついて破壊しようとするが、現れたウルトラマンダイナにビームスライサーの一撃で破壊される。
また、百体怪獣ベリュドラの左腕を構成する怪獣の1体となっている。
- 操演ではなくフルCGで描かれている[20]。

## 『ウルトラマントリガー NEW GENERATION TIGA』に登場するナース
『ウルトラマントリガー NEW GENERATION TIGA』第15話「オペレーションドラゴン」に登場。
回想場面において、地球平和同盟TPUの施設内に円盤形態で格納されている。メトロン星人マルゥルが、地球を観光のために来訪していたワイルド星人ザガァとの裏取引で入手した故障した機体であり、その機構を解析したGUTS-SELECTのヒジリアキトによる設計のもと、TPUとシズマ財団が総力を挙げて共同開発したのが、巨大戦闘艇 ナースデッセイ号である。

## 機械龍 ナーガ
朱川湊人の小説『ウルトラマンメビウス アンデレスホリゾント』第3話「無敵のママ」に登場。
ナースと同系統の怪獣で、サーペント星人が操っている。コンロのような形状の物質転送円盤への変形が可能。ナースとの相違点は3つの首を持っている点と、体色が異なる点。
円盤形態でGUYSスペーシーの迎撃を潜り抜け、他の円盤の転送を続けながら地球に潜伏した後、他の円盤と共にウルトラマンメビウスやGUYS JAPANと東京都上空で空中戦を繰り広げ、地上にも少なくない被害をおよぼす。最後はメビウスのメビュームブレードで首をすべて刎ねられ、本体もメビュームシュートで撃墜される。
- 朱川によれば、3本首となった理由として、物質転送円盤に変形する都合上と、東宝怪獣のキングギドラのイメージがあったという[25]。

## ゲーム作品に登場するナース

### 『ザ・グレイトバトルV』
『ザ・グレイトバトルV』のはげたか山ステージに登場。
ロボットであるような描写はない。惑星ガルシアの住民よりはるかに巨大。頭を踏まれると痛がり、ヒーローの攻撃が効く。

### 『PDウルトラマンバトルコレクション64』
ゲーム『PDウルトラマンバトルコレクション64』に登場。
プレイヤーキャラクターとして使用できるが、ゲームの都合からか全長がだいぶ短く描写されている。レベルを上げると「リードプラズマ」という電撃光線や「いなづま」という落雷攻撃を覚える。また、一部の技で円盤状になった姿を見ることができる。

### 『大怪獣バトル ULTRA MONSTERS NEO』
『大怪獣バトル ULTRA MONSTERS NEO』第4話「強襲！宇宙竜」に登場。
主人公たちを連れ去ろうとするガッツ星人の円盤の前に突如姿を現し、円盤を実験惑星に墜落させる。その後、主人公を追いかけて円盤形態で実験惑星に飛来し、襲いかかったところを主人公の怪獣に撃退され、空中で爆発する。
ステータスはディフェンスとスピードが高く、アタックとパワーが低い。必殺技は円盤形態になって下部から光弾を連射する「エネルギー弾連射」、円盤形態での体当たり攻撃「ナースボディアタック」、素早い動きで敵を翻弄する「かく乱戦法」が使える。
- 同エピソードにてカネゴンが円盤形態のナースを金（）と間違えるシーンがある。

## その他
- 『ウルトラゾーン』第21話の「怪獣漫才」では、キングジョーを相方として「ナースのジョー」という漫才コンビを組んで登場し、同じく『セブン』に登場するロボットという共通点を「浅い繋がりでしょ」と自虐的に紹介する[26]。第12話アイキャッチでは、長崎くんちの龍踊りの龍を演じている様子が描かれている[27]。
- 『ウルトラマン列伝』第21話でウルトラマンゼロが解説する、エンペラ星人が光の国を襲撃したウルトラ大戦争時に引き連れていた怪獣軍団の中に、新たに姿が追加されている。
- 漫画『ウルトラマンSTORY 0』では、第41話・第42話に光の国への総攻撃に参戦していた星間連合の兵器として登場。
- 関連怪獣
  - 『ザ☆ウルトラマン』に登場した宇宙竜ドラゴドスは、後年の『ウルトラ怪獣大百科』のナレーションで紹介された際、ナースの後継機であることが匂わされている。
  - 『ウルトラセブン誕生35周年“EVOLUTION”5部作』には、ナースと外見が酷似した円盤竜という怪獣が登場する。
  - 漫画『ウルトラマン超闘士激伝』の玩具展開『超闘士鎧伝』に登場するギガメタルモンス「エアロキング」は、ナースとバードンがモデルになっている。
  - 『ウルトラマンフェスティバル2017』のライブステージに登場したパーフェクトキングジョーは、右腕にナースの尾を装備している[28]。